# زقين قصير
زقين قصير (الاسم العلمي:Diascia humilis) هو نوع من النباتات يتبع جنس الزقين من الفصيلة الغدبية.